# Antoine Lacroix
Antoine Lacroix (Remberville, 1756 - Lübeck, 1812) fou un violinista i compositor francès del Classicisme. Ja s'havia donat a conèixer avantatjosament a França, quant la Revolució Francesa l'obligà a abandonar el seu país, refugiant-se a Alemanya, on fou molt ben acollit. Després d'haver recorregut les principals ciutats alemanyes fou nomenat, el 1800, director de música de Lübeck. Deixà nombroses composicions per a violí, més apreciades a Alemanya que ha França.